# Домбайский вальс
«Домба́йский вальс» («Лыжи у печки стоят») — популярная песня Юрия Визбора, созданная в 1961 году.

## История
Лыжи у печки стоят,

Гаснет закат за горой.

Месяц кончается март,

Скоро нам ехать домой.

Здравствуйте, хмурые дни,

Горное солнце, прощай!

Мы навсегда сохраним

В сердце своем этот край.
В марте 1961 года Юрий Визбор приехал в расположенный на Домбае альпинистский лагерь «Алибек», чтобы покататься на горных лыжах. Профсоюзная путёвка в альплагерь на 20 дней стоила в то время довольно дёшево — 27 рублей, примерно четверть месячной заработной платы учителя или инженера. Визбор приехал в горы со своими друзьями — радиожурналисткой Людмилой Москвиной, а также геологами Сергеем Лабунцом и Валентиной Минаевой. Людмила Москвина была коллегой Визбора по работе в молодёжной редакции Всесоюзного радио (Визбор работал там с 1957 года). Валентина Минаева среди друзей — горнолыжников и альпинистов — была известна под прозвищем «Валяба». В частности, двумя годами ранее Юрий Визбор посвятил ей шуточную песенку: «Валяба, Валяба, не уезжай в Китай, / Валяба, Валяба, ты сердце мне отдай». В «Алибеке» инструктором Визбора был Борис Левин — горнолыжник и альпинист, в будущем известный геофизик, а также автор и исполнитель песен, которые он начал писать с 1961 года, попав под влияние Визбора. Написанные через много лет воспоминания о Визборе Левин назвал «Лучший горнолыжник среди бардов».
Сам Юрий Визбор так описывал историю создания этой песни: «Поднимались мы на хижину Алибек в Домбайской долине. Среди нас был нобелевский лауреат, физик Игорь Евгеньевич Тамм, был академик Блохинцев Дмитрий Иванович, ну и простой народ. Вот, собственно, в этой хижине и была написана песня, которая потом стала известной под названием „Домбайский вальс“». Алибекская хижина, воспетая в другой песне Юрия Визбора («Мы жили десять дней на хижине над Алибекским ледником…», на музыку Бориса Левина), была построена в 1950 году на берегу Турьего озера. Она являлась спортивным филиалом лагеря «Алибек» и в зимнее время использовалась в качестве горнолыжной базы. Со стороны ледника Алибек хорошо видны вершины Главного Кавказского хребта, в том числе упомянутая в «Домбайском вальсе» гора Эрцог (3683 м) — «Нас провожает с тобой гордый красавец Эрцог…».
Окончательный вариант «Домбайского вальса» был создан уже после окончания мартовской поездки: он был датирован 19 апреля 1961 года. Песня была посвящена Валентине Минаевой — «Валябе». По словам Людмилы Москвиной, вскоре после приезда в Москву у кого-то из редакции было новоселье, и в тот день Визбор подошёл к ней и показал листочек со словами «Домбайского вальса». Москвина вспоминала: «У него тогда, наверно, ещё и музыки не было. Там всё было по правде, документально» — «…и Эрцог, и закат за горой, и рюкзак на тропе, который не хочет идти».
Вскоре после создания «Домбайский вальс» приобрёл большую популярность в туристских и альпинистских кругах. При этом, по словам Визбора, опытные лыжники упрекали его в неправильном отношении к лыжам — они говорили, что «лыжи у печки ставить нельзя в связи с тем, что они рассыхаются». Из-за этого среди туристов «Домбайский вальс» в шутку стали называть «песней о неправильном хранении туристского снаряжения». В своё оправдание Визбор говорил, что, во-первых, он «не сочинял инструкцию по хранению лыж», а во-вторых, в стоящей над ледником хижине «как раз лыжи возле печки ставятся». Появились и пародии на эту песню, самая известная из которых начиналась словами «Лыжи из печки торчат…».
Отрывок из песни «Домбайский вальс» прозвучал в репортаже «Живём только дважды», подготовленном Юрием Визбором для августовского номера музыкального журнала «Кругозор» за 1966 год.
«Домбайский вальс» стал одной из первых песен, исполненных под гитарный аккомпанемент из космоса. Это случилось в 1978 году, когда на околоземной орбите — на космической станции «Салют-6» — находился космонавт Александр Иванченков. Во время одного из сеансов связи c участием группы деятелей искусства Иванченков взял в руки гитару и запел: «Лыжи у печки стоят, гаснет закат за горой…». По словам Визбора, он услышал «космическое» исполнение своей песни, когда смотрел выпуск телевизионной программы «Время». Сначала он увидел, что Александр Иванченков держит в руках «гитару производства Московской мебельной фабрики». Далее Визбор рассказывал: «Крепкий космонавт сидит там у себя в космосе, поигрывает на гитаре на этой и поёт песню. И вдруг я с ужасом и радостью выяснил, что он поёт песню моего сочинения — „Лыжи у печки стоят“». Впоследствии Визбор вспоминал: «Можете себе представить, какой это стало психологической поддержкой — не для космонавтов, разумеется, а для меня: первая песня, исполненная в космосе под гитару, — моя!».

## Отзывы
«Домбайский вальс» является одной из самых известных песен Юрия Визбора и рассматривается в качестве его «поэтической визитной карточки». В песне, посвящённой памяти Визбора, поэт и бард Александр Городницкий написал: «Нам с годами ближе станут эти песни, / Каждая их строчка будет дорога, — / Снова чьи-то лыжи греются у печки, / На плато полночном снежная пурга».
Литературовед Анатолий Кулагин отмечал, что первая строчка песни Юрия Визбора — «Лыжи у печки стоят…» — выглядит непритязательной; тем не менее, «слушая песню дальше, проникаешься щемящей атмосферой прощания, навеянной образами „оживших“ гор». По словам Кулагина, оригинальность описанной в этой песне лирической ситуации состоит в том, что «не мы прощаемся с горами, а горы — с нами».